# Monte Rovello
Il monte Rovello (411 m s.l.m.) è un rilievo nel comune di Allumiere, sulla cui sommità si trova l'omonima area archeologica.

## Descrizione
Il monte Rovello si trova nel comune di Allumiere a circa 21 km da Civitavecchia e fa parte del sistema dei Monti della Tolfa.

## Area archeologica
L'area archeologica si trova sulla sommità del monte, e fu individuata già nel 1885 dall'ingegnere minerario Adolfo Klitsche de la Grange. Successivi scavi di studio sono stati condotti da Odoardo Toti, tra il 1959 e il 1962, e nel 1992, condotti dall'Ufficio Scavi di Civitavecchia della SAEM.
Gli scavi hanno riportato alla luce diversi reperti, i più antichi dei quali sono databili all'età del Bronzo Medio (1450-1300 a.C.), con una continuità di ritrovamenti almeno fino al Bronzo recente (circa 1175-950 a.C.).
Lo scavo ha portato alla luce mura difensive, terrazzamenti, una fonderia, diverse tombe e i resti di una dimora. Di particolare interesse il ritrovamento di un frammento di ceramica micenea.
Per l'ipotesi più accreditata l'insediamento fa riferimento alla Cultura appenninica o a quella protovillanoviana.
Reperti degli scavi sono esposti nel Museo archeologico naturalistico Adolfo Klitsche De La Grange di Allumiere e nel Museo archeologico nazionale di Civitavecchia.